# Nathán Pinzón
Nathán Pinzón, nom de scène de Natalio Garfinkel né à Buenos Aires le 27 février 1917, mort le 15 août 1993, est un acteur, critique de cinéma et librettiste argentin pour le cinéma et la télévision. Il participe à de nombreux films qui, la plupart incarnent des personnages maléfiques

## Filmographie

### Acteur
(avril 2024).
- El viaje (1992) (dir. Fernando Solanas)
- Boda secreta (1989) (dir. Alejandro Agresti)
- Sur (1988) (dir. Fernando Solanas)
- Matar es morir un poco (1988) (dir. Héctor Olivera)
- Los matamonstruos en la mansión del terror (1987) (dir. Carlos Galettini)
- Las lobas (1986) (dir. Aníbal Di Salvo)
- El sol en botellitas (1985) (dir. Edmund Valladares)
- Fiebre amarilla (1983) (dir. Javier Torre)
- La pulga en la oreja (1981) (dir. Francisco Guerrero)
- Los superagentes y el tesoro maldito (1978) (dir. Adrián Quiroga -Mario Sabato-)
- El gordo catástrofe (1977) (dir. Hugo Moser)
- Saverio, el cruel (1977) (dir. Ricardo Wullicher)
- Los neuróticos o Los psexoanalizados (1977) (dir. Héctor Olivera)
- El sátiro (1970) (dir. Kurt Land)
- Amalio Reyes, un hombre (1970) (dir. Enrique Carreras)
- Pasión dominguera o Los hinchas (1970) (dir. Emilio Ariño)
- Sette uomini e un cervello o El gran robo (1968) (dir. Rossano Brazzi)
- Asalto a la ciudad (1968) (dir. Carlos Cores)
- Coche cama alojamiento (1968) (dir. Julio Porter)
- Villa Cariño (1967) (dir. Julio Saraceni)
- Ya tiene comisario el pueblo (1967) (dir. Enrique Carreras)
- El hombre invisible ataca (1967) (dir. Martín Rodríguez Mentasti)
- ¡Esto es alegría! (1967) (dir. Enrique Carreras)
- Del brazo con la muerte (1966) (dir. Carlos Lao)
- Escala musical (1966) (dir. Leo Fleider)
- La buena vida (1966) (dir. René Mugica)
- De profesión, sospechosos (1966) (dir. Enrique Carreras)
- Hotel alojamiento (1966) (dir. Fernando Ayala)
- Canuto Cañete, detective privado (1965) (dir. Leo Fleider)
- La herencia (1964) (dir. Ricardo Alventosa)
- Canuto Cañete y los 40 ladrones (1964) (dir. Leo Fleider)
- Los evadidos (1964) (dir. Enrique Carreras)
- Una jaula no tiene secretos (1962) (dir. Agustín Navarro)
- Propiedad (1962) (dir. Mario Soffici)
- Socia de alcoba (1962)  (dir. George M. Cahan)
- Quinto año nacional (1961) (dir. Rodolfo Blasco)
- Una americana en Buenos Aires (1961) (dir. George M. Cahan)
- Héroes de hoy (1960) (dir. Enrique Dawi)
- El rufián (1960) (dir. Daniel Tinayre)
- Reportaje en el infierno (1959) (dir. Román Viñoly Barreto)
- Bacará (1955) (dir. Kurt Land)
- La delatora (1955) (dir. Kurt Land)
- Embrujo en Cerros Blancos (1955) (dir. Julio C. Rossi)
- El juramento de Lagardere (1955) (dir. León Klimovsky)
- Tres citas con el destino o Maleficio (1954) (dir. León Klimovsky)
- La telaraña (1954) (dir. Kurt Land)
- El conde de Montecristo (1953) (dir. León Klimovsky)
- El paraíso (1953) (dir. Karl Ritter)
- El vampiro negro (1953) (dir. Román Viñoly Barreto)
- La bestia debe morir (1952) (dir. Román Viñoly Barreto)
- Sala de guardia (1952) (dir. Tulio Demicheli)
- De turno con la muerte (1951) (dir. Julio Porter)
- Historia de una noche de niebla (1950) (dir. José María Blanco Felis)
- Marihuana (1950) (dir. León Klimovsky)
- Captura recomendada (1950) (dir. Don Napy)
- La vendedora de fantasías (1950) (dir. Daniel Tinayre)
- El Zorro pierde el pelo (1950) (dir. Mario C. Lugones)
- Apenas un delincuente (1949) (dir. Hugo Fregonese)
- De hombre a hombre (1949) (dir. Hugo Fregonese)
- Juan Moreira (1948) (dir. Luis Moglia Barth)
- Pasaporte a Río (1948) (dir. Daniel Tinayre)
- El misterio del cuarto amarillo (1947) (dir. Julio Saraceni)
- ...Y mañana serán hombres (1939) (dir. Carlos Borcosque)
- Gente bien (1939) (dir. Manuel Romero)
- Divorcio en Montevideo (1939) (dir. Manuel Romero)
- Los pagarés de Mendieta (1939) (dir. Leopoldo Torres Ríos)
- Santos Vega (1936) (dir. Luis Moglia Barth)

### Scénariste
- Mate Cosido (1962) (dir. Goffredo Alessandrini)
- Rumbos malditos (1962) (dir. Goffredo Alessandrini)
- Libertad bajo palabra (1961) (dir. Alfredo Bettanín)
- La parda Flora (1952) (dir. León Klimovsky)
- Hombres a precio (1950) (dir. Bernardo Spoliansky)
- Mis cinco hijos (1948) (dir. Bernardo Spoliansky et Orestes Caviglia)